# أول أميريكان كومكس
أول أميريكان كومكس (بالإنجليزية: All-American Comics)‏ كان العنوان الأساسي لناشر القصص المصورة أول أميريكان بابلكيشنز الذي اندمج لاحقا مع ناشرين آخرين لتكوين دي سي كومكس. صدر من السلسلة 102 عددا من سنة 1939 إلى 1948. من الشخصية التي تم ابتكارها في السلسلة الفانوس الأخضر، أتوم وريد تورنيدو.